# Gerhard Mayer
Pour les articles homonymes, voir Mayer.
Gerhard Mayer (né le 20 mai 1980 à Vienne) est un athlète autrichien, spécialiste du lancer du disque.

## Biographie
Sa meilleure performance est de 65,24 m à Rome le 10 juin 2010. Le 22 mai 2013 à Hainfeld, il approche ce lancer avec 65,16 m.
Il bat le record national en 67,20 m à Schwechat le 5 mai 2015, mais dans la même compétition, il est battu par son compatriote de 4 cm, Lukas Weißhaidinger.

## Palmarès
| Date | Compétition           | Lieu     | Résultat | Marque  |
| ---- | --------------------- | -------- | -------- | ------- |
| 2005 | Universiade           | Izmir    | 9e       | 58,29 m |
| 2007 | Universiade           | Bangkok  | 1er      | 61,55 m |
| 2009 | Championnats du monde | Berlin   | 8e       | 63,17 m |
| 2012 | Championnats d'Europe | Helsinki | 7e       | 62,85 m |
| 2015 | Jeux européens        | Bakou    | 1er      | 59,48 m |

### Records
| Épreuve          | Performance | Lieu      | Date       |
| ---------------- | ----------- | --------- | ---------- |
| Lancer du disque | 67,20 m     | Schwechat | 5 mai 2015 |